# Гражданска авиация в България
Гражданската авиация в България съществува от 1922 г.
Регулира се от Държавно предприятие „Ръководство на въздушното движение“ (ДП РВД), което изпълнява държавни функции по управление на въздушното движение и извършване на аеронавигационни услуги в обслужваното гражданско въздушно пространство в съответствие със Закона за гражданското въздухоплаване и ратифицираните международни договори в областта на гражданското въздухоплаване, по които Република България е страна. Всички въздухоплавателни средства, които излитат и кацат на гражданските летища и прелитат през обслужваното гражданско въздушно пространство на Република България, подлежат на регулация от ДП РВД.
Безопасността на въздушното движение на летищата и околностите им и предотвратяването на сблъсък между излитащи и кацащи въздухоплавателни средства се осигуряват от летищни контролни кули. ДП РВД обслужва контролни кули на летищата София, Варна, Бургас, Пловдив и Горна Оряховица. За използването на радионавигационни средства и полетно обслужване в зоната на летищата, както и за аеронавигационно обслужване при прелитане в обслужваното въздушно пространство се заплащат такси на ДП РВД.

## История
Според Ньойския договор България няма право на военна авиация, а за гражданската авиация са допуснати самолети с обща мощност на двигателите 180 конски сили (132 kW), които могат да бъдат закупувани само от страните победителки в Първата световна война. През 1919 – 1920 г. вследствие на стачка в железницата за пренос на поща до София, Пловдив, Русе, Варна и Бургас се използват самолети с междинни кацания в Ямбол и Горна Оряховица.
През 1922 г. правителството на Александър Стамболийски взима решение за закупуване на въздухоплавателни средства за граждански цели. На 1 април същата година е основано въздухоплавателно отделение към Министерството на железниците, пощите и телеграфите.
Първите самолети са закупени от Великобритания, Франция и Чехословакия. Към 1924 г. страната разполага с 18 учебни самолета и 2 хидроплана. През следващите 2 години са закупени още 12 пощенски, 2 учебни и 2 хидроплана. Същевременно Държавната аеропланна работилница (ДАР) в Божурище започва производството на серийни самолети – най-вече за нуждите на аеропланното училище. На 15 февруари 1924 г. започва първият курс за самолетни техници.
Първият вътрешен полет е извършен на 8 ноември 1927 г. по маршрут София-Варна-Русе. От 1930 г. има международни полети до България, обслужвани от „Сидна“ (по-късно „Ер Франс“. Полетите са по маршрут Париж-Прага-София-Бургас-Истанбул. Други европейски авиокомпании правят междинни кацания в България на път за Ориента.
Правят се опити за построяването на български пътнически самолет (ДАР-4).
На 16 септември 1937 г. цар Борис III издава указ за изграждане на летище София във Враждебна. През 1939 г. е открита първата му приемна зала, през 1941 г. е завършено и летателното поле с грундова писта. През 1950 г. е построена бетонна писта.

### Дирекция „Въздушни съобщения“
На 27 декември 1946 година с Постановление №8 на Министерския съвет на Народна република България се създава Дирекция „Въздушни съобщения“. С постановление от 11 март 1947 г. за нуждите на гражданската авиация се предават самолети от ВВС на България – 3 военно-транспортни тримоторни самолета Юнкерс Ju 52/3m, (преоборудвани в граждански в Държавна самолетна фабрика), 2 бр. „Не-111 Ястреб“, 14 бр. „Фоке-Вулф 56 Гълъб“, 2 двумоторни учебно-тренировъчни „Фоке-Вулф 58“ и 13 бр. едномоторни самолети „Физлер-Щорх Дрозд“ (Fieseler Fi 156). Закупените нови военно-транспортни самолети „Ли-2п“ също са предадени за ползване от гражданската авиация. През първата половина на 1948 г. са доставени и 3 нови самолета „ААС-1“ (френско лицензно производство на Ju-52).
Първата редовна въздушна линия София-Бургас е открита от Георги Димитров на 29 юни 1947 година. Първият полет излита в 10:20 от летище Враждебна и каца два часа по-късно на летище Бургас. Извършен е със самолет Ju-52 LZUNL с летателен екипаж на Дирекция „Въздушни съобщения“ – пилоти Никола Александров и Стефан Тосунов, борден механик Тодор Гургулиев и борден радист Павел Александров. Вторият излита половин час по-късно и е извършен с Ли-2п LZ-LIA по същото направление. В него пътуват официални лица и екипаж Никола Дюлгеров, Иван Шивачев, Методи Наков и Георги Сергиев. С двата самолета Ли-2п на 13 февруари 1948 година е открита първата редовна международна линия София-Белград-Будапеща-Прага.
На 9 май 1946 г. е открито летище Варна край Аксаково. През същата година е открита третата вътрешна редовна линия за превоз на пътници – София-Горна Оряховица-София.

### ТАБСО и авиокомпания „Балкан“
През 1948 г. Законът за авиацията е допълнен и изменен в Закон за гражданското въздухоплаване. В съответствие с подписаната спогодба на 3 ноември 1948 година в Москва, се създава смесено българо-съветско дружество за граждански авиотранспорт под името ТАБСО (Транспортно-авиационно българо-съветско общество). Авиокомпанията „Български въздушни линии ТАБСО“ започва работа на 1 август 1949 година и продължава дейността си пет години. Съветската страна трябва да осигурява самолети, резервни части, оборудване и наземна техника, а българската страна да обезпечи летища, сгради, персонал и т.н. Основните самолети на ТАБСО са 8 бр., доставени на 9 май 1949 г. от съветската страна като контингент на ТАБСО. Същата година е открита редовна линия София-Пловдив-Бургас-Варна. Първоначално полетите се извършват със самолети Ю-2, а по-късно с Ли-2. През 1961 г. са завършени бетонна писта и светлинна система за нощни полети на летище Варна. На 2 май 1962 г. летище Пловдив се премества в района на село Граф Игнатиево и се разширяват чартърните полети до Берлин, Москва, Прага и Виена със самолети Ил-18, Ту-104 и Ту-114. Провеждат се и редовни вътрешни полети до Бургас, Варна, Търговище, Русе, Горна Оряховица и София, предимно с Ил-14.
От 1965 г. България е член на комуникационната мрежа SITA. В 1967 г., България ратифицира Международната конвенция за гражданска авиация и става член на Международната организация за гражданска авиация (ИКАО). След 1965 г. вътрешните полети от София са разширени и вече има редовни линии до Варна, Бургас, Русе, Горна Оряховица, Видин и Търговище.
През 1970-те години летище Пловдив обслужва и товари, най-вече на авиокомпания „Аерофлот“, като през 1972 г. са превозени над 5000 тона товар. В периода 1975 – 1978 г. започва извършването на карго полети от Горна Оряховица до Централна и Източна Европа, СССР, Африка и Близкия изток. През 1980 г. вътрешните полети от и до летище Пловдив са преустановени, заедно с изваждането от употреба на самолетите Ил-14 и преместването на летището край село Крумово. От 1982 г. на летище Пловдив могат да кацат самолети с големината на Ту-154.
През 1968 г. ТАБСО е преименувано в БГА Балкан. Историята на „Балкан“ е белязана с катастрофи със значителни човешки жертви и материални щети. Според специалисти и летци от авиокомпанията в значителна степен те се дължат на висшия ръководен състав, назначаван единствено заради партийната си принадлежност към БКП. В резултат на ниската квалификация на ръководния персонал, ниското ниво на организация и на контрол и вземането на решения, несъвместими със сигурността на полетите, се застрашава живота и здравето на полетния персонал и пътниците и ниска ефективност на самолетния парк.
Жертвите в самолетните катастрофи с големите пътнически самолети са между 100 и 150 души пътници и полетен персонал. Общият брой на жертвите за периода 1952 – 1989 г. е 547. 

### Развитие след 1989 г.
От 1995 г. летище Горна Оряховица има право да извършва международни полети.
От началото на 1998 г. летище Търговище е закрито за полети, поради това че не отговаря на изискванията за експлоатационна годност и застрашава безопасността на полетите. Заличено е от регистъра на летищата на България на 10 ноември 1999 г. със заповед на министъра на транспорта Вилхелм Краус.
На 31 юли 1999 г. 75% от капитала на авиокомпания „Балкан“ са продадени на израелеца Гад Зееви в рамките на приватизацията на компанията. Тя е обявена в несъстоятелност на 29 октомври 2002 г.
Пътникопотокът за цялата страна през 1999 г. е 2 125 309 и нараства до 5 022 915 през 2005 г. През 2006 г. 99% от пътникопотока е насочен към и от летищата София, Варна и Бургас. 

От 2005 г. летище Русе не работи.  От 2010 г. са подновени редовните полети до летище Пловдив с линия до Лондон (Станстед).

## Летища
В България има пет функциониращи международни летища, използвани за цели на гражданската авиация – София, Бургас, Варна, Пловдив и Горна Оряховица. През 2012 г. са обслужени 6,8 млн. пътници.
Най-голямото и най-добре оборудвано летище е летище София. През 2012 г. то е обслужило 3 467 455 пътници и 16 248 тона товари и поща.  През 2012 г. най-много пътници от София има към Лондон, Виена, Париж и Варна.  Най-голям пазарен дял през 2012 г. има България Ер (28%), пред Уиз Еър (21%), Луфтханза (11%) и Австрийските авиолинии (9,4%).
Второ по големина е летище Бургас (пътникопоток от 2 357 829 пътници през 2012 г.), а трето – Варна (пътникопоток от 1 221 468 пътници през 2012 г.). Летищата във Варна и Бургас са натоварени най-вече през лятото (във Варна почти 99% от пътникопотока е през четирите летни месеци). Летището в Пловдив е най-натоварено през зимата благодарение на обслужването на чартърни полети за високопланинските ски курорти. От и до Пловдив има целогодишни редовни полети от и до Лондон и Франкфурт (Хаан).
Летище София предлага наземно обслужване, отговарящо на разпоредбите на Международната асоциация за въздушен транспорт (ИАТА).

## Обучение
Подготовка на специалисти за нуждата на гражданската авиация с профили експлоатация и ремонт на въздухоплавателните средства и експлоатация на електронноприборната авиационна техника се извършва в катедра „Въздушен транспорт“ на Техническия университет в София.
Към летище София има авиационен учебен център в който се обучават и се повишава квалификацията на летищни служители и работници от всички летища в България, както и на външни клиенти в съответствие с изискванията на ИАТА, ИКАО, и препоръките на авиационните оператори.